# Mohamed Surour
Mohamed Surour (Arabic:محمد سرور) (sinh ngày 31 tháng 10 năm 1993) là một cầu thủ bóng đá người Các Tiểu vương quốc Ả Rập Thống nhất. Hiện tại anh thi đấu cho Al-Wasl.